# ふぃふぃ
ふぃふぃは、1984年2月 - 3月、NHKのみんなのうたで放送された曲。作詞：林権三郎、作曲：大中恩、歌：池辺朋・東京少年少女合唱隊。
子供の2面性を歌った楽曲で、自分の中に住む「悪魔」や「天使」が出てきて様々な行いをし、それがきっかけで他人から嫌われたり慕われたりするも、自分は知らないという内容。アニメーションは『フニクリ・フニクラ』や『シャーロック・ホームズとワトソン博士』などで知られる福島治。
再放送はされずDVDにも収録されていないが、キングレコードから発売されたLPレコードや、日本コロムビアから発売されたCDに収録されている。
2011年4月放送の30分特番「みんなのうた・スペシャル 1980’s セレクション」で初めて再放送された。